# Luke Dimech
Luke Anthony Dimech (ur. 11 stycznia 1977 we Florianie) – maltański piłkarz grający na pozycji obrońcy. Od 2010 roku jest piłkarzem klubu AEK Larnaka.

## Kariera klubowa
Karierę piłkarską Dimech rozpoczynał w klubie Sliema Wanderers. W sezonie 1995/1996 zadebiutował w nim w pierwszej lidze maltańskiej. W debiutanckim sezonie wywalczył ze Sliemą tytuł mistrza Malty. W Sliemie występował do końca sezonu 2001/2002. W sezonach 1999/2000 i 2000/2001 wywalczył wicemistrzostwo kraju. W 2000 roku zdobył też Puchar Malty.
W 2002 roku Dimech przeszedł do irlandzkiego Shamrock Rovers. W 2003 roku wrócił do ojczyzny i występował w Birkirkarze FC, z którą został wicemistrzem kraju. W latach 2003–2005 występował w Mansfield Town, a w sezonie 2005/2006 – w Chester City. W sezonie 2006/2007 grał w Marsaxlokk FC, z którym wywalczył mistrzostwo Malty. W sezonie 2007/2008 był zawodnikiem Macclesfield Town.
W 2008 roku Dimech został piłkarzem Valletty FC. W sezonie 2009/2010 zdobył z nią krajowy puchar. W 2010 roku wyjechał na Cypr i został zawodnikiem tamtejszego klubu AEK Larnaka.
| Sezon   | Klub             | Kraj     | Rozgrywki                 | Mecze | Bramki |
| ------- | ---------------- | -------- | ------------------------- | ----- | ------ |
| 1995/96 | Sliema Wanderers | Malta    | Premier League            | 16    | 0      |
| 1996/97 | Sliema Wanderers | Malta    | Premier League            | 23    | 0      |
| 1997/98 | Sliema Wanderers | Malta    | Premier League            | 21    | 0      |
| 1998/99 | Sliema Wanderers | Malta    | Premier League            | 15    | 1      |
| 1999/00 | Sliema Wanderers | Malta    | Premier League            | 11    | 1      |
| 2000/01 | Sliema Wanderers | Malta    | Premier League            | 22    | 1      |
| 2001/02 | Sliema Wanderers | Malta    | Premier League            | 25    | 0      |
| 2002/03 | Shamrock Rovers  | Irlandia | Premier Division          | 16    | 0      |
| 2002/03 | Birkirkara FC    | Malta    | Premier League            | 10    | 0      |
| 2003/04 | Mansfield Town   | Anglia   | Division Three            | 20    | 1      |
| 2004/05 | Mansfield Town   | Anglia   | Division Two              | 25    | 0      |
| 2005/06 | Chester City     | Anglia   | Division Three            | 30    | 0      |
| 2006/07 | Marsaxlokk FC    | Malta    | Premier League            | 26    | 0      |
| 2007/08 | Chester City     | Anglia   | Division Three            | 26    | 0      |
| 2008/09 | Valletta FC      | Malta    | Premier League            | 24    | 2      |
| 2009/10 | Valletta FC      | Malta    | Premier League            | 23    | 0      |
| 2010/11 | AEK Larnaka      | Cypr     | Protathlima A’ Kategorias | 21    | 0      |
| 2011/12 | AEK Larnaka      | Cypr     | Protathlima A’ Kategorias | 22    | 0      |
| 2012/13 | Mosta FC         | Malta    | Premier League            | 14    | 0      |
| 2012/13 | Valletta FC      | Malta    | Premier League            | 14    | 2      |

## Kariera reprezentacyjna
W reprezentacji Malty Dimech zadebiutował 28 kwietnia 1999 roku w przegranym 1:2 towarzyskim meczu z Islandią, rozegranym w Ta’ Qali. W swojej karierze grał w: eliminacjach do MŚ 2002, Euro 2004, MŚ 2006, Euro 2008 i MŚ 2010. Od 1999 do 2009 roku rozegrał w kadrze narodowej 66 meczów i strzelił w nich 1 gola.